# Przebicie włócznią
Przebicie włócznią, też Chrystus ukrzyżowany pomiędzy dwoma złoczyńcami (niderl. Christus aan het kruis tussen de twee moordenaars, 'de lanssteek') – obraz flamandzkiego malarza Petera Paula Rubensa, namalowany około 1620.

## Proweniencja
Obraz został namalowany na zamówienie burmistrza Antwerpii Nikolaesa Rockoxa dla głównego ołtarza kościoła Braci Mniejszych w tym mieście. Podczas wojen napoleońskich dzieło trafiło do Paryża, by w 1815, po kongresie wiedeńskim, powrócić do Antwerpii do Koninklijk Museum voor Schone Kunsten (Królewskiego Muzeum Sztuk Pięknych).

## Opis obrazu
Obraz Rubensa przedstawia moment wbicia włóczni w bok Chrystusa przez setnika Longina (Mk 15,39) i wydarzenia tuż po śmierci Mesjasza. W centralnej części wisi na krzyżu martwy Jezus. Nad jego głową wisi tabliczka z napisem „Jezus z Nazaretu, król żydowski” w języku hebrajskim, greckim i po łacinie. Po obu stronach zostali ukrzyżowani dwaj złoczyńcy. Opisywane wydarzenia miały miejsce w wigilię święta Paschy, by ciała ukrzyżowanych nie wisiały w dzień szabatu, postanowiono połamać skazańcom nogi, aby przyspieszyć ich śmierć i zdjąć z krzyży. Do złoczyńcy po prawej stronie przystawiono drabinę, po której wszedł jeden z żołnierzy. Krzyk ukrzyżowanego świadczy, że jedna noga została już złamana, a oprawca, robiąc zamach, szykuje się do połamania drugiej. Prawdopodobnie Rubens po prawej stronie namalował złoczyńcę, który według Ewangelii Łukasza lżył go i złorzeczył. Po lewej stronie znajduje się skazaniec, który tuż przed śmiercią uzyskał przebaczenie win. Jezus miał mu powiedzieć: 

(...) Zaprawdę, powiadam ci: dziś ze Mną będziesz w raju. (Łk 23,43)

Nawrócony ma twarz skierowaną w stronę Chrystusa i wyciąga w jego kierunku lewą rękę.

Jezus jako jedyny z trójki nie miał złamanych goleni. Był już martwy. W ten sposób spełniło się proroctwo: 

Strzeże On wszystkich jego kości: ani jedna z nich nie ulegnie złamaniu. (Ps 34,20)

 Dla pewności jeden z setników, późniejszy święty Longin przebija bok Chrystusa, z którego wypływają krew i woda. Jedyną osobą będącą świadkiem tego czynu była stojąca po prawej stronie Maria Magdalena. Rubens namalował ją w błagalnym geście, próbującą powstrzymać setnika. Wokół Magdaleny skupione są inne postacie opłakujące śmierć Mesjasza. W czerwonym płaszczu stoi zrozpaczony Jan Ewangelista. Jego głowa przechyla się w stronę Matki Bożej. Według Ewangelii Jana przy krzyżu znajdowały się również i dwie inne kobiety. Jedną była Maria Magdalena, a drugą Maria Kleofasowa, siostra Matki Bożej. Rubens namalował ją stojącą po prawej stronie, za Matką Jezusa.